# Diaphorocera
Diaphorocera là một chi bọ cánh cứng trong họ Meloidae.
Chi này được miêu tả khoa học năm 1863 bởi Heyden.

## Các loài
Các loài trong chi này gồm:
- Diaphorocera carinicollis Chobaut, 1921
- Diaphorocera chrysoprasis Fairmaire, 1863
- Diaphorocera hemprichi Heyden, 1863
- Diaphorocera johnsoni Kaszab, 1983
- Diaphorocera obscuritarsis Fairmaire, 1885
- Diaphorocera peyerimhoffi Kocher, 1954
- Diaphorocera promelaena Fairmaire, 1876
- Diaphorocera sicardi Bedel, 1917